# Brisanje identiteta (Kosovo)
Brisanje identiteta ili čišćenje identiteta naziv je za strategiju sustavnog uništavanja osobnih podataka koju je primjenjivala srbijanska vlast na Kosovu tokom kosovskog rata.
Korištenje ove strategije pokazuje da su srpske vlasti sustavnim uništavanjem dokumenata i drugih dokaza o državljanstvu nastojale spriječiti povratak prognanih kosovskih Albanaca na Kosovo.
Ova kriminalna strategija je dobro dokumentirana raznim neovisnim izvješćima (Human Rights Watch, OEBS, itd.) i potvrđena sudskim presudama.

## Oduzimanje dokumenata
Tokom kosovskog rata 1999., srpske i jugoslavenske snage su namjerno provodile kampanju "brisanja identiteta" u kojoj su kosovskim građanima albanske nacionalnosti oduzimane i uništavane osobne isprave i drugi dokazi o državljanstvu. Izbjeglicama protjeranim u pravcu Albanije oduzimani su svi dokumenti (osobne iskaznice, putovnice, itd.) a prilikom prelaska granice bili su primoravani uklanjati registarske tablice s automobila i traktora. Vojska Jugoslavije i MUP Srbije, koji su vršili oduzimanje dokumenta na izlasku iz zemlje, kosovskim izbjeglicama su govorili da više nikada neće smjeti vratiti se.
Stotine izbjeglica koje su dolazile u Albaniju posvjedočile su da su, prije nego što im je dozvoljeno prijeći granicu, prisiljavane predati osobne iskaznice, putovnice, vozačke dozvole i druge dokumente, koji su često bili uništeni pred njima. Prema anketi koju su sproveli Liječnici za ljudska prava, skoro 60 posto ispitanika je izjavilo da su im srpske snage oduzele ili uništile osobne isprave. Human Right Watch zaključuje da je očito da službenici na granici nisu provodili praksu “čišćenja identiteta” po vlastitom nahođenju.
Nasuprot tome, mnogim prognanicima u Makedoniju bilo je dozvoljeno zadržati osobne isprave, čak i nakon što su ih pregledali pripadnici srpske policije. Human Rights Watch smatra da ova razlika u praksi činjena jer se prognanici u Albaniju lakše mogu okarakterizirati kao Albanci iz Albanije, što bi spriječilo njihov povratak, dok Makedonija nije bila spremna na to da se veliki broj Albanaca s Kosova naseli tu za stalno.

## Skidanje registracija
Srpska policija je masovno skidala registarske tablice albanskim izbjeglicama, s kola i traktora kojima je bilo dozvoljeno prijeći granicu. Oni koji su granicu prelazili vozilima dobivali su odvijače i naređeno im je da s vozila skinu registarske tablice.
Nakon rata, na graničnim prelazima s Albanijom i na drugim mjestima na Kosovu otkrivene su hrpe registarskih tablica i spaljenih dokumenata.

## Uništavanje arhiva
Izviješća prenose da su srpske vlasti na Kosovu uništavale glasačke popise, centralne i općinske arhive i matične knjige, i ostale popise kosovskih stanovnika (strategija poznata kao čišćenje arhiva). Na taj način mnogi su kosovski Albanci ostali bez ikakvih dokaza o svom identitetu.
Uništavanje podataka koje je provodila Republika Srbija znatno je otežalo posao novoj administraciji UNMIK i OEBS-a prilikom registracije birača za kosovske poslijeratne izbore 2002 godine.

## Suđenja
Ova kriminalna praksa se našla, zajedno s drugim zločinima, našla u optužnici za ratne zločine srbijanskom rukovodstvu:
Praksa prisilnog i nelegalnog oduzimanja dokumenata kasnije je potvrđena i pravosnažnim sudskim presudama.